# 潘懋元
潘懋元（1920年8月4日—2022年12月6日），原名茂元，笔名隽之，男，汉族，广东揭阳人，中国高等教育学家，教授职称，博士生导师。曾任厦门大学副校长、顾问，中国高等教育学会常务理事，厦门大学资深教授。

## 生平
1983年5月28日至30日，中国高等教育学会在北京召开成立大会，大会选举了第一届理事会成员，潘懋元出任常务理事。
2022年12月6日上午，潘懋元去世，享年103岁。